# SingStar Dance
SingStar Dance es un videojuego competitivo de karaoke de la serie SingStar, editado junto con SingStar Guitar para PS3. Estos dos presentaban la nueva interfaz del juego, el renovadoo SingStore con las funciones sociales de My SingStar Online y las funciones de jugabilidad en línea con un amigo, además de presentar dos nuevos modos de juego: baile (incluido) y guitarra.

## Funcionamiento
Artículo Recomendado: SingStar
Al acabar una actuación, puedes guardar la voz o un vídeo de 30 segundos en la PS3. Estos se pueden editar con curisos efectos visuales en el caso de los videos o algún efecto sonoro o vocal para las interpretaciones. También se pueden colgar en SingStar Online, donde la gente lo podrá ver y votar.

## Repertorio
El repertorio por defecto del juego se extiende hasta las 30 canciones, con add-ons de baile.
| Canción                     | Artista              | SingStore       |
| --------------------------- | -------------------- | --------------- |
| 4''                         | Amaia Montero        | Sí (sín add-on) |
| Abrázame Muy Fuerte         | David Bustamante     | No              |
| Ay! Amor                    | Nena Daconte         | Sí (sin add-on) |
| Causa y Efecto              | Paulina Rubio        | Sí (sin add-on) |
| Como Una Vela               | Melendi              | Sí (sin add-on) |
| Cosas Que Suenan A...       | Maldita Nerea        | No              |
| Don Diablo                  | Miguel Bosé          | No              |
| Eres Tonto                  | Dani Martín          | No              |
| Esclavo De Tus Besos        | David Bisbal         | Sí (sin add-on) |
| Everybody (Backstreet Back) | Backstreet Boys      | Sí              |
| I Know You Want Me          | Pitbull              | No              |
| I Like To Move It           | Reel 2 Real          | No              |
| I Will Survive              | Gloria Gaynor        | Sí (sin add-on) |
| Lento                       | Julieta Venegas      | No              |
| Let Me Out                  | Dover                | No              |
| Livin' La Vida Loca         | Ricky Martin         | Sí              |
| Lola                        | Pastora              | Sí (sin add-on) |
| Son mis amigos              | Amaral               | No              |
| Nunca Tendré                | Coti                 | No              |
| Pantera En Libertad         | Mónica Naranjo       | No              |
| Poker Face                  | Lady Gaga            | Sí              |
| Pop                         | La Oreja de Van Gogh | Sí (sin add-on) |
| Por Quererte                | Efecto Mariposa      | No              |
| Shut Up                     | The Black Eyed Peas  | Sí              |
| Sólo Quiero Bailar          | Zenttric             | Sí (sin add-on) |
| Tengo                       | Macaco               | Sí (sin add-on) |
| Toda                        | Malú                 | Sí (sin add-on) |
| Todo Me Da Igual            | Pignoise             | No              |
| Torero                      | Chayanne             | Sí (sin add-on) |
| What Are You Waiting For    | Gwen Stefani         | Sí              |

## Lista de Referencias
1. ↑  «Singstar Dance para PS3». 3DJuegos. Consultado el 17 de junio de 2025.

- Datos: Q5215340